# Joe Fortenberry
Joseph Cephis "Joe" Fortenberry, född 1 april 1911 i Slidell i Texas, död 3 juni 1993 i Amarillo, var en amerikansk basketspelare.
Fortenberry blev olympisk mästare i basket vid sommarspelen 1936 i Berlin.